# Accord frontalier entre la Pologne et l'URSS du 16 août 1945

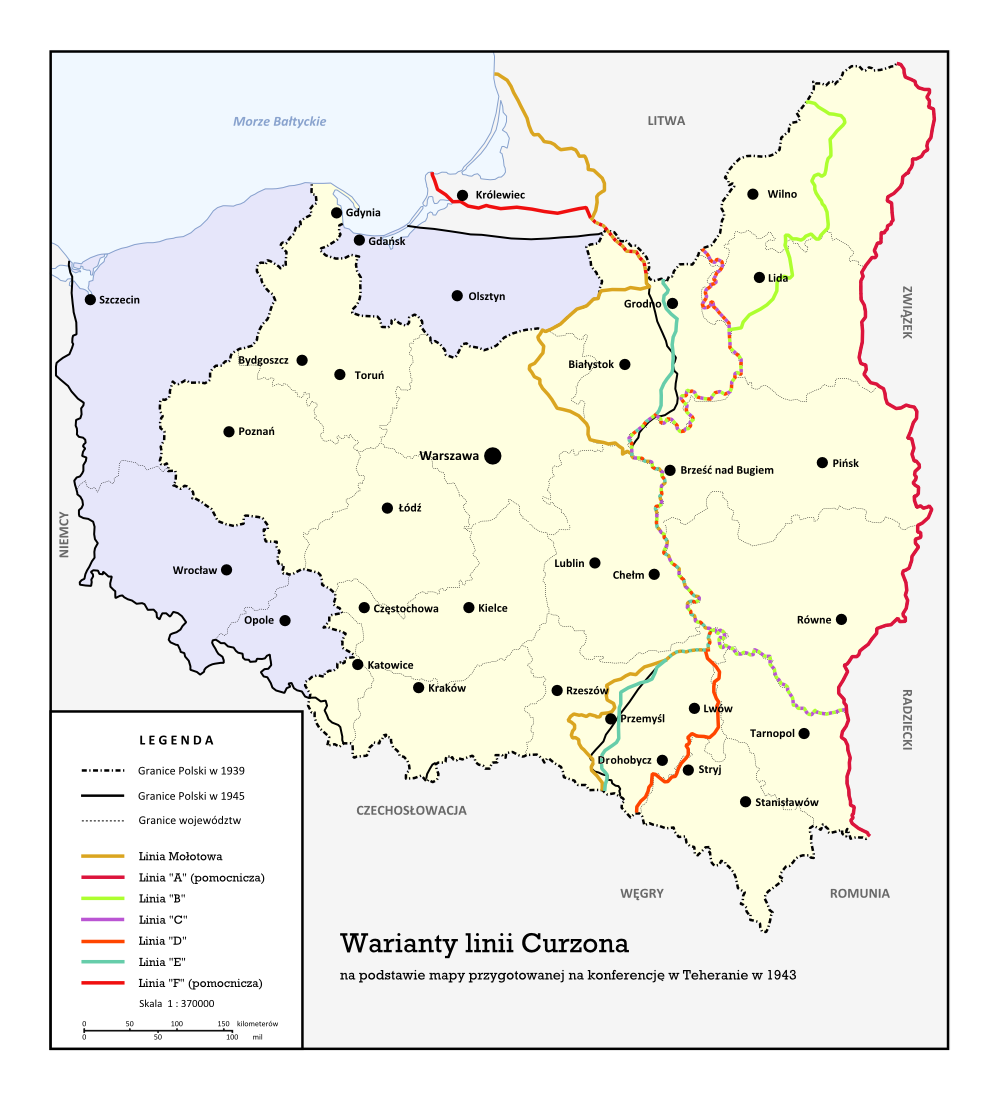
Variantes de la ligne Curzon basées sur une carte préparée à la conférence de Téhéran en novembre-décembre 1943.

L'accord entre la Pologne et l'Union Soviétique portant sur le tracé de la frontière polono-soviétique a été conclu à Moscou le 16 août 1945.
Conformémant aux conclusions de la conférence de Yalta, une nouvelle frontière polono-soviétique fut établie en 1945 le long de la ligne Curzon, « avec des écarts par rapport à cette ligne en faveur de la Pologne », ce qui a été souligné dans la propagande communiste de l'époque — bien que cela ne fût en fait pas le cas.
L'accord devient contraignant contraignant le 5 février 1946 ; c'est-à-dire qu'à partir de cette date, la frontière orientale de la Pologne est délimitée de jure (à l'exception de modifications mineures ultérieures — voir Accord sur le changement de frontières du 15 février 1951). C'est ainsi que prend officiellement fin l'occupation soviétique des confins orientaux de la Pologne, désormais légalement intégrées à l'URSS (bien que la résistance armée et les répressions contre la population se soient poursuivies jusqu'au début des années 1950). Selon le droit international, tout ce qui s'était passé auparavant dans les frontières définies par le traité de Riga s'était passé sur le territoire polonais.
La ligne Curzon devait servir de base de délimitation pour la nouvelle frontière. Dans les faits, celle-ci s'en écarte de 22 km au détriment de la Pologne sur une longueur de 80 km dans la région de Grodno (où la ligne Curzon longe le Niémen), même si l'accord frontalier de 1945 (article 1) ne mentionnait que les écarts en faveur de la Pologne par rapport à ladite ligne Curzon. Cela était conforme aux engagements pris envers les Alliés occidentaux à Yalta, selon lesquels la frontière devait suivre la « Ligne Curzon moyennement des déviations en faveur de la Pologne ».
Pendant longtemps, les habitants des villes situées à l'est de la ligne Curzon ont eu l'illusion que l'administration soviétique n'était que temporaire. Ils recueillent des signatures, écrivent aux autorités de Varsovie, résistent passivement et activement à la soviétisation ou, menacés de représailles, fuient en masse vers l'ouest.

## Sources
Article 1 de l'accord du 16 août 1945 : Conformément à la décision de la conférence de Crimée, [les parties sont convenues] d'établir la frontière d'État entre la République de Pologne et la RSS le long de la « ligne Curzon » avec des écarts par rapport à celle-ci en faveur de la Pologne dans certaines zones de cinq à huit kilomètres, selon la carte ci-jointe à l'échelle 1:500 000 [...]
Le géographe polonais Stanisław Leszczycki, ayant participé aux pourparlers, résume ainsi les « négociations » polono-soviétiques sur le tracé la frontière :
En conséquence, tous les amendements polonais ont été rejetés. La conclusion est que l'URSS a adopté l'interprétation la plus favorable de la ligne Curzon et, dans sa cupidité, a dépassé la limite de la décence - là encore l'impérialisme soviétique, la cruauté, le manque de générosité et un très fort avantage se sont manifestés. En fait, la frontière a été dictée sans discussion de fond et sans tenir compte des besoins de la Pologne le moins du monde.